# Parafia Najświętszego Serca Pana Jezusa w Pewli Małej
Parafia Najświętszego Serca Pana Jezusa w Pewli Małej – parafia rzymskokatolicka znajdująca się w Pewli Małej. Należy do dekanatu Jeleśnia diecezji bielsko-żywieckiej. Erygowana w 1983 roku. Prowadzą ją księża Michalici.